# Udema

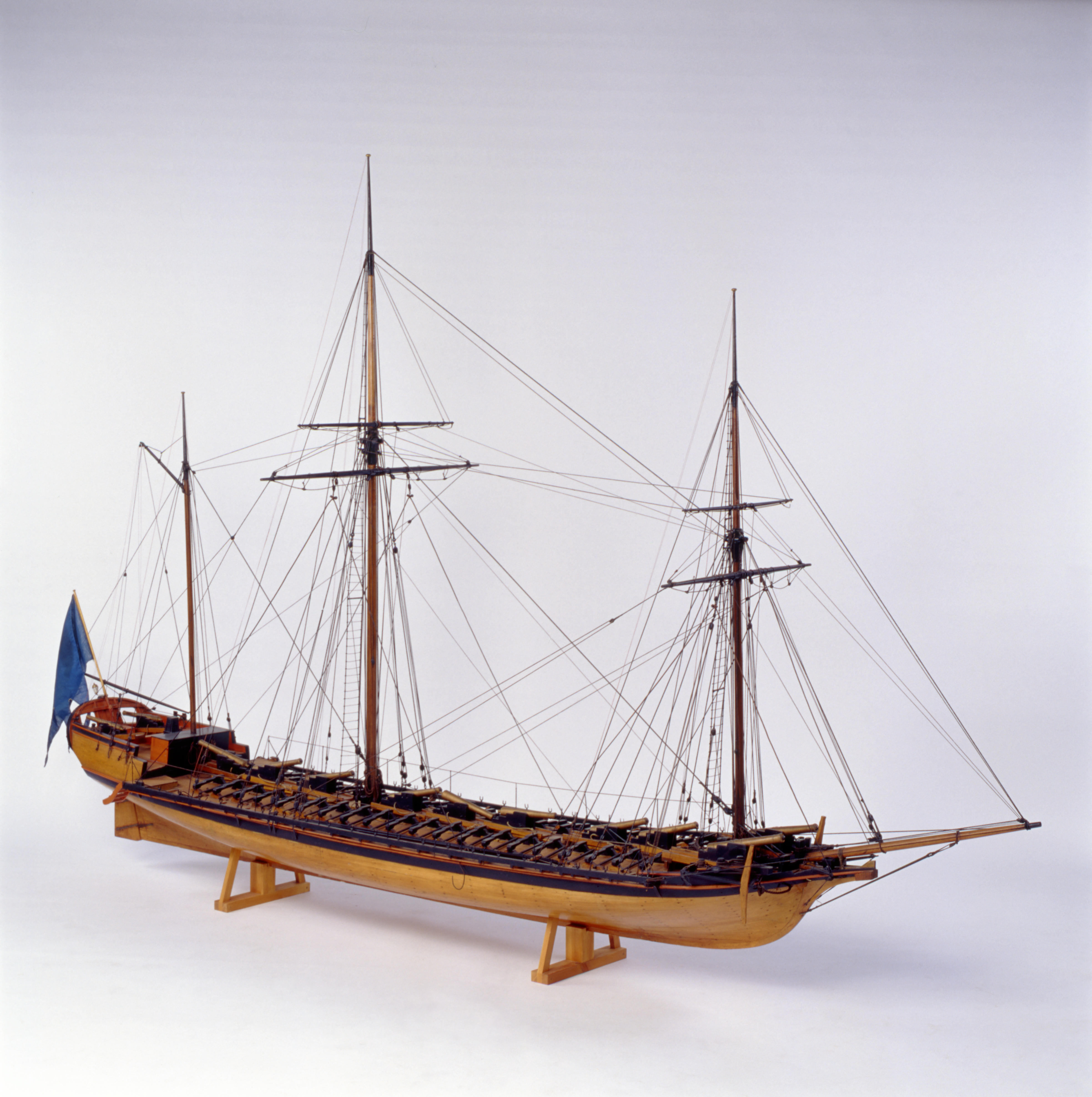
Samtida modell av udeman Ingeborg (1776) från Sjöhistoriska museets samlingar

En udema (även udenma, av finska Uusimaa, Nyland) var en fartygstyp i den svenska skärgårdsflottan. Den var utrustad med tre master, hade ett däck, 14 årpar och 126 mans besättning. Längden var 30 m och djupgåendet var 1,5 meter. Bestyckningen bestod av 10 stycken 12-pundiga och 2 stycken 3-pundiga kanoner. 
De 12-pundiga kanonerna stod på vridbara pivålavetter som stod längs fartygens mittlinje. Detta innebar att de kunde vridas och därmed även avfyras i alla riktningar. En nackdel var att roddarna satt på batteridäck och måste lämna sina platser vid eldgivning. Den var tungrodd och ingen större seglare. Totalt byggdes endast tre fartyg.
Den har i senare litteratur grupperats med andra fartyg specialbyggda för användning i skärgård under termen skärgårdsfregatt.

## Bakgrund

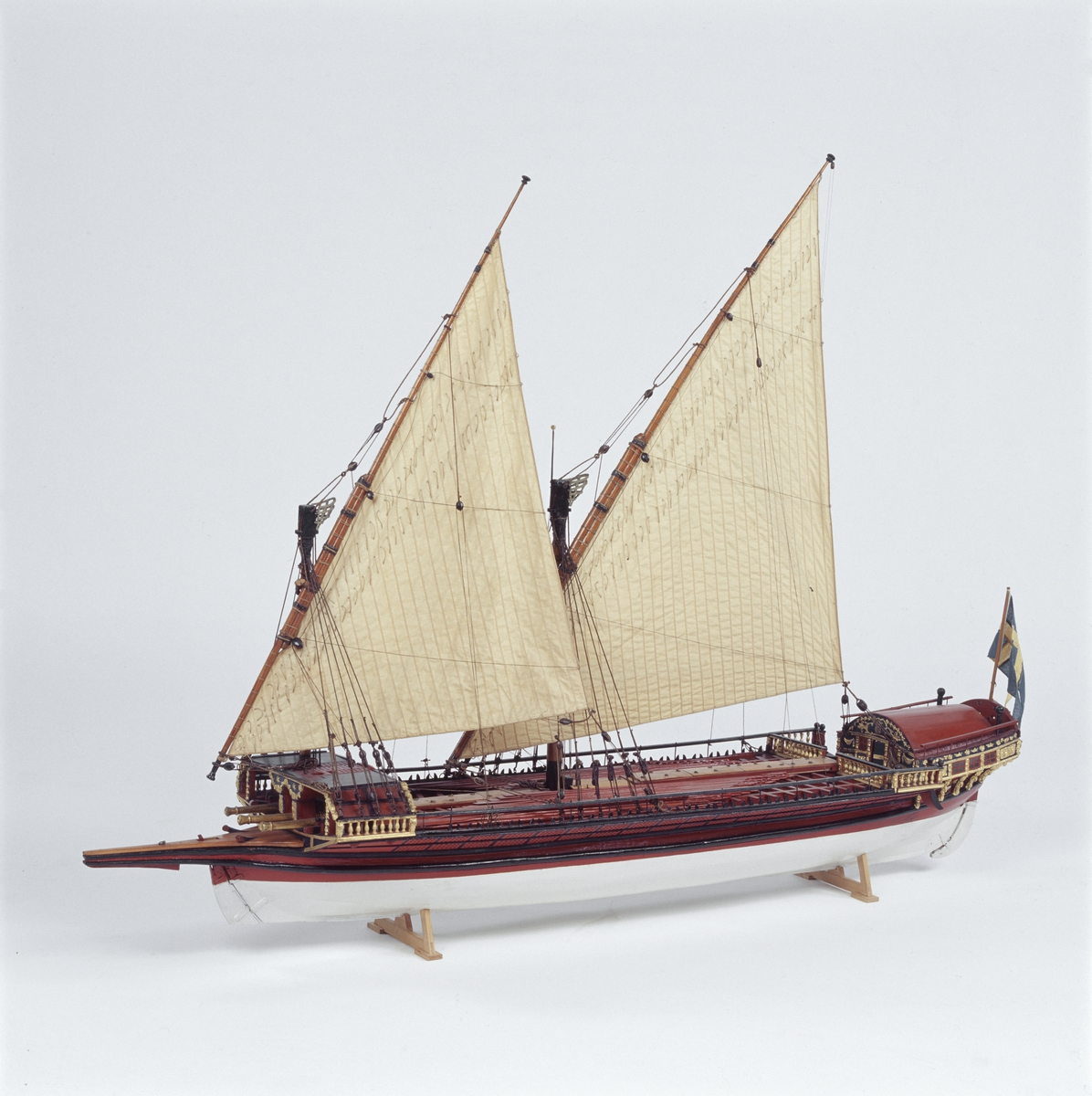
Samtida modell av en svensk galär från mitten av 1700-talet, den svenska skärgårdsflottans främsta vapen: från Sjöhistoriska museets samlingar

I början av 1700-talet etablerade sig Ryssland under Peter den store för första gången som en stor makt med inflytande i Östersjön och utmanade därmed Sveriges dominans i regionen. Vid den här tiden tillhörde hela Finland, stora delar av Baltikum och spridda områden i Nordtyskland Sverige, ett välde som hölls ihop av Östersjöns sjörutter.
Tsar Peter grundade 1703 Sankt Petersburg som ny huvudstad och framskriden flottbas. Under stora nordiska kriget (1700–1721) förlorade Sverige sina besittningar i Baltikum till Ryssland och utsattes för de så kallade rysshärjningarna längs östkusten. Ryska galärstyrkor färdades via den kedja av skärgårdar som gick från Bottenviken till Stockholms skärgård och utförde räder och brände ner städer och gårdar från Norrköping ända upp till Umeå. Härjningarna ledde till att man grundade kustflottiljer utrustade med grundgående fartyg. De tidigaste använde mindre varianter av det traditionella krigsfartyget från Medelhavet, galären. De flesta liknade galjoter och kompletterades med skottpråmar, flatbottnade båtar utrustade med en kanon. Det svenska nederlaget i kriget mot Ryssland 1741–1743 och den begränsade inblandningen i Preussen under sjuårskriget visade på behovet av att ytterligare utöka kustflottan och att utveckla mer specialiserade fartyg. 
Traditionella galärer var effektiva som trupptransportfartyg för amfibieoperationer, men hade svag beväpning, särskilt i relation till den stora bemanningen: en galär med en besättning på 250 man, varav nästan samtliga var roddare, hade vanligtvis bara en 24-punds kanon och två 6-pundare, samtliga i fören. De var odäckade och manskapet saknade skydd mot väder och vind, något som ledde till svåra förluster till sjukdomar under kriget 1741–1743. Den svenska krigsmakten lade ner stora resurser på den nya skärgårdsflottan, en egen organisation som lydde under armén. När den grundades 1756 fick den namnet arméns flotta, men den åtnjöt en hög grad av självständighet och lockade till sig en social och kulturell elit som var under Gustav III:s beskydd efter att han stärkt sin makt som monark i en statskupp 1772.
Flera nya fartygstyper utvecklades av skeppsbyggaren Fredrik Henrik af Chapman för att öka den nya vapengrenens slagkraft, förse den med bättre försvarsmöjlighet och effektivare eldunderstöd vid amfibieoperationer. Arbetet ledde till utvecklingen av fyra nya fartygstyper som kombinerade rörligheten hos årdrivna galärer med segelfartygens överlägsna rigg och skydd för besättningen: udema, pojama, hemmema och turuma, uppkallade efter de historiska finska landskapen Uusimaa (Nyland), Pohjanmaa (Österbotten), Hämeenmaa (Tavastland) och området Turunmaa (Åboland). Samtliga fyra har senare kallats "skärgårdsfregatter", även om udeman och pojaman har fått beteckningen "skärgårdskorvetter".

## Konstruktion

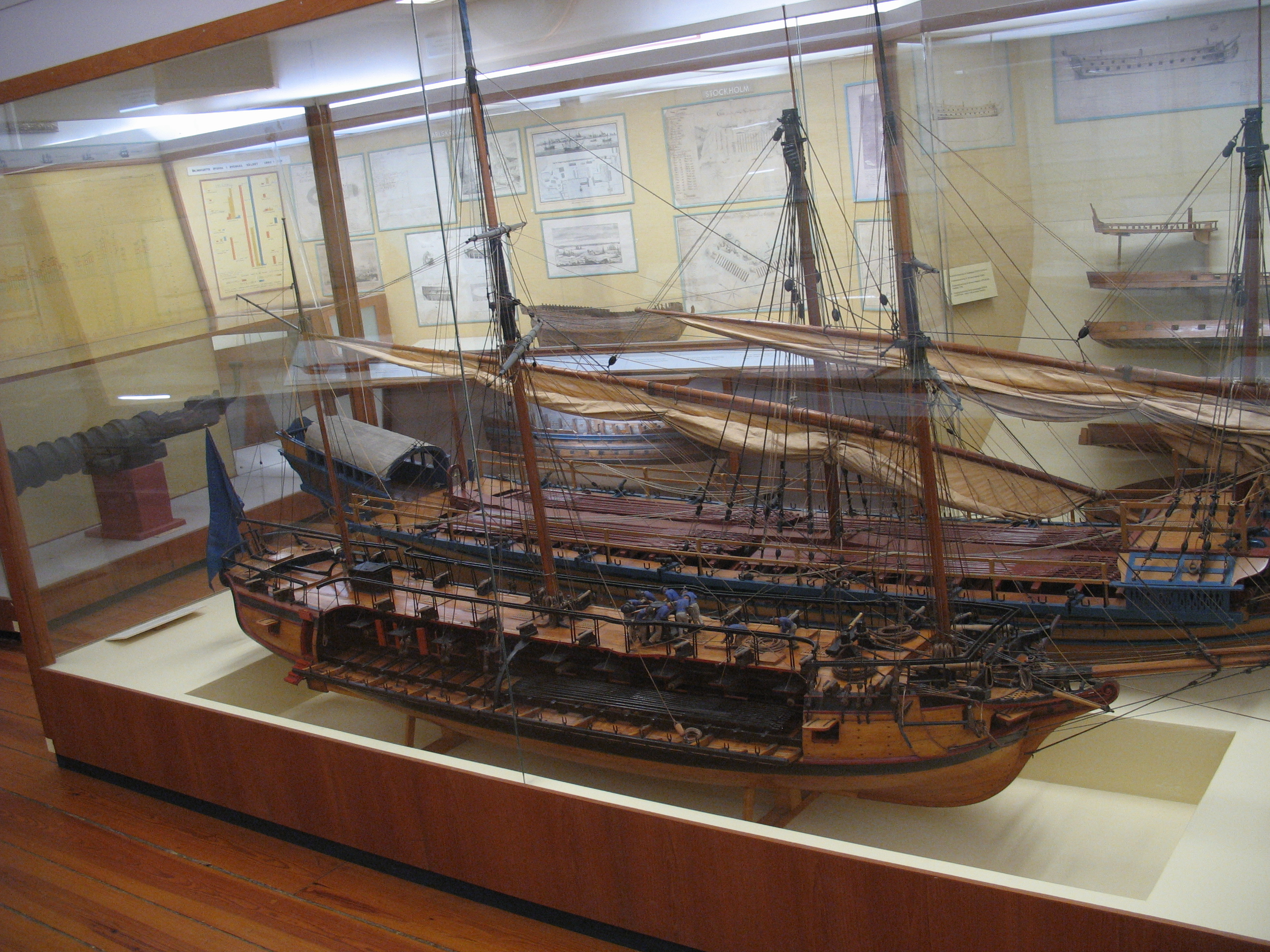
Samtida modell av udeman Thorborg (byggd 1772) på Sjöhistoriska museet i Stockholm. Kanonerna längs mittlinjen var täckta av ett längsgående halvdäck medan roddarplatserna var öppna.

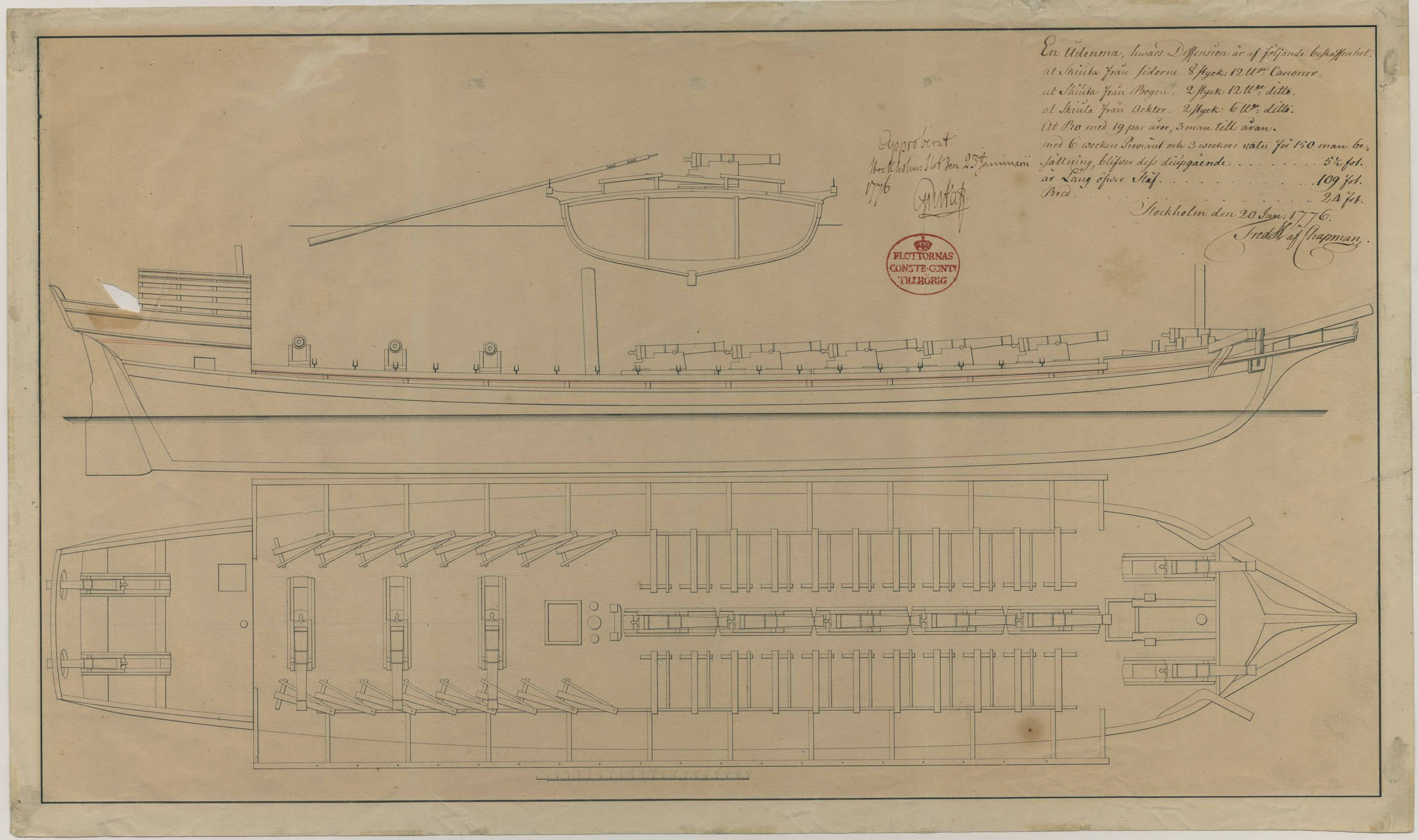
Fredrik Henrik Chapmans konstruktionsritning av Udema-typen. Ritningen är godkänd av Gustav den III själv.

Den första udeman byggdes 1760 och hade två master (stormast och förmast] som från början var riggade med trekantiga latinsegel (som galärer), medan senare fartyg hade även en tredje mesanmast. Den blev senare råriggad (främst fyrkantiga segel) som liknade en polaccabark, fast utan bramstång (enbart två istället för tre mastsektioner). Skrovet hade en låg profil med ett litet akterdäck och en kanonuppsättning som var helt unik för sin tid. Istället för två symmetriska rader av kanoner på vardera sida om fartyget hade man endast en rad med 8 12-pundare längs mittlinjen (samt två 12-pundare i fören riktade rakt fram). Kanonerna längs mittlinjen stod på lavetter som kunde vridas 360 grader och riktas åt endera sidan, en konstruktion som påminde om den senare beväpningen på moderna slagskepp på 1900-talet.
Den första udeman, Gamla var omkring 30 m lång med ett djupgående på 1,5 m. De senare udemafartygen Torborg och Ingeborg var längre (37 m) och bredare (9 m) och djupgående på nästan 3 m. Torborg, byggd 1772, hade tre ytterligare 12-pundare i huvudbatteriet längs mittlinjen och två 12-pundare sida vid sida i fören, samtliga under ett halvdäck som skyddade kanonerna mot väder och vind, men med odäckade roddarplatser. Denna konstruktioner visade sig dock mindre lyckad; träffar i överbyggnaden orsakade mer träsplitter och krutröken dröjde kvar längre. Hon seglade också dåligt och var långsam vid rodd, något som gav udeman ett allmänt dåligt rykte.
Ingeborg, byggd 1776, hade 8 12-pundare längs mittlinjen, fast utan överbyggnad, och två tunga 18-pundare i fören samt två 6-pundare i aktern. Dess roddbänkar hade plats för tre man per bänk och åra och var placerade på vardera sida om huvudbatteriet, men de var tvungna att skjutas framåt och mot relingen om man skulle vrida lavetterna.
För att göra udeman lättare att manövrera i trånga passager hade den mellan 14 och 18 par åror. Roddarna satt på samma däck som kanonerna med årtullar monterade på utriggare för att ge en bättre hävstångseffekt. Årorna kunde dock inte användas om man skulle använda huvudbatteriet, och i strid var man tvungen att förlita sig på seglen.

## Tjänstgöring
.

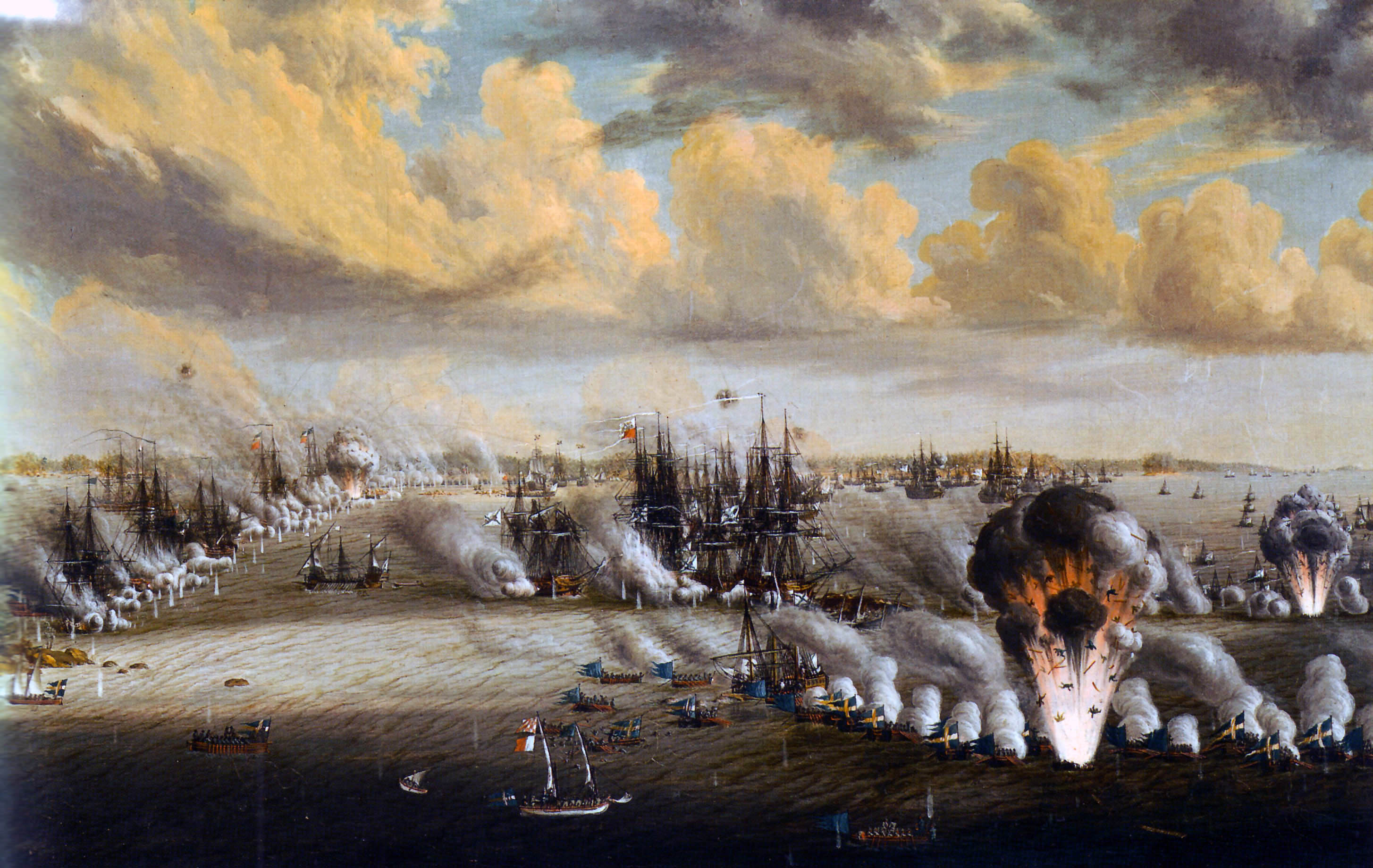
Samtida svensk målning av slaget vid Svensksund där en udema var ett av mycket få svenska fartyg som gick förlorade

Endast tre udemafartyg byggdes åt den svenska skärgårdsflottan.  Ryska skeppsbyggare byggde kopior efter de svenska förebilderna, särskilt inför Gustav III:s ryska krig 1788–1790, och ett fartyg som i ryska källor helt enkelt kallades ”hemligt fartyg” kan ha varit en rysk udema. Att den hade 44 kanoner gör det dock mer sannolikt att det snarare var en variant av turuman, ett av de större så kallade skärgårdsfregatterna.
De tre svenska udemafartygen ingick i skärgårdsflottans finska skvadroner under ryska kriget 1788–1790. De användes för att understödja amfibieoperationer och för att utföra räder mot den ryska skärgårdsflottan, samtidigt som de försvarade de svenska styrkornas flank på det finländska fastlandet. Udemafartyg deltog i både första och andra slaget vid Svensksund. I det andra slaget, en av historiens största sjöslag och ett katastrofalt nederlag för Ryssland, var udeman Ingeborg en av mycket få svenska fartyg som gick förlorade.
Precis som de andra specialbyggda fartygen avsedda för skärgårdsflottan hade udeman endast begränsade fördelar. Den hade relativt stor eldkraft, men den seglade inte särskilt bra och var långsam vid rodd. Den mycket ovanliga arrangemanget av dess kanoner ansågs alltför radikalt nydanande och ineffektivt. Det andra slaget vid Svensksund 1790 visade att de mindre kanonbåtarna och kanonsluparna var betydligt mer effektiva vid kustoperationer och hade i stort sett ersatt de större skärgårdsfregatterna till finska kriget 1808–1809, Sveriges sista stora krig där Finland gick förlorat.

## Inflytande
Även om udeman inte lyckades som fartyg i svensk tjänst har historikern Lars-Olof Berg antytt att det radikalt annorlunda upplägget av dess batteri kan ha påverkat skeppsbyggare utomlands. Ryska flytande batterier som byggdes runt 1790 utrustades med liknande svängbara lavetter. Liknande konstruktioner presenterades och byggdes även i Storbritannien och i USA. Svängbara lavetter användes bland annat i den amerikanska flottan under Thomas Jefferson (president 1801–1809) då den främst bestod av mindre kanonbåtar. Kanonbåtarna var betydligt mindre än udeman, och visade sig sämre lämpade att utrustas med svängbara lavetter eftersom rekylen kunde destabilisera båtarna, särskilt om de avfyrades åt sidan över relingen. Genombrottet för ett vridbart huvudbatteri längs mittlinjen kom inte förrän långt senare i och med utvecklingen av bepansrade ångfartyg i slutet av 1800-talet.

## Fartyg
Endast tre udemafartyg byggdes, samtliga åt den svenska skärgårdsflottan och är uppräknade nedan med byggår inom parentes. Två fartyg med 24-punds huvudbatterier var planerade att färdigställas 1760–1762, men blev aldrig byggda.
- Gamla Udema, även kallad Uusima (1760)
- Torborg (1772)
- Ingeborg (1776); sjönk vid slaget vid Svensksund 1790